# Japanagromyza fortis
Japanagromyza fortis este o specie de muște din genul Japanagromyza, familia Agromyzidae, descrisă de Spencer în anul 1977. Conform Catalogue of Life specia Japanagromyza fortis nu are subspecii cunoscute.